# Aruana
Aruana — рід аранеоморфних павуків з підродини Amycinae в родині павуків-скакунів. Обидва види цього роду поширені на островах Папуа Нової Гвінеї.

## Види
- Aruana silvicola Strand, 1911 — Ару
- Aruana vanstraeleni (Roewer, 1938) — Папуа Нова Гвінея